# João Canijo
João Altavilla Canijo (Porto, 10 de Dezembro de 1957) é um cineasta português.
Ganhou um Urso de Prata no Festival de Berlim em 2023.

## Biografia
Foi estudante de História, na Faculdade de Letras da Universidade do Porto, entre 1978 e 1980. Abandonou esses estudos para se dedicar ao cinema, tendo sido assistente de realização de Manoel de Oliveira, Wim Wenders, Alain Tanner ou Werner Schroeter.
Em 1988 estreou-se como realizador de uma longa-metragem com Três Menos Eu (1988), seleccionada para o Festival de Cinema de Roterdão do mesmo ano. Antes, em 1983, rodara a curta-metragem A Meio-Amor. Segue-se uma série para televisão, Alentejo Sem Lei, transmitida na RTP.
Nos anos 1990 rodou Filha da mãe (1991) e Sapatos Pretos (1998). Também trabalhou esporadicamente como encenador, tendo dirigido peças de David Mamet e Eugene O'Neill.
Em 2001 entusiasmou a crítica com Ganhar a Vida (2001), um drama trágico protagonizado por Rita Blanco sobre uma mulher portuguesa que vive numa comunidade de emigrantes nos arredores de Paris, onde trabalha muito, e que um dia vê o filho morrer num tiroteio confuso.  A presença de Rita Blanco na sua filmografia repete-se nesta longa-metragem, depois de protagonizar Três menos eu e Filha da mãe.
Noite Escura (2004), que estreou no Festival de Cannes de 2004, foi o filme português escolhido como candidato ao Óscar de Melhor Filme Estrangeiro desse ano, arrecadando em Portugal, o Globos de Ouro para o Melhor Filme.
Em 2011, com Sangue do Meu Sangue ganhou o Prémio Melhor Realizador no Festival Caminhos do Cinema Português.
Foi casado com Margarida Marinho, tendo sido esta relação fruto de um filho, Manuel, nascido em 1993.[carece de fontes?]

## Prémios
Em 2023, ganhou o Urso de Prata no Festival de Berlim com o filme Mal Viver.

## Filmografia
- Três Menos Eu (1988)
- Filha da Mãe (1989)
- Alentejo Sem Lei (1990)
- Sapatos Pretos (1998)
- Ganhar a Vida (2000)
- Noite Escura (2004)
- Mãe Há Só Uma (2007, curta-metragem)
- Mal Nascida (2007)
- Fantasia Lusitana (2010)
- Sangue do Meu Sangue (2011)
- É o Amor (2013)
- Fátima (2017)
- Mal Viver (2023)
- Viver Mal (2023)

## Colaboradores recorrentes

### Frequentes membros de elenco
| Membros de elenco recorrentes (4 ou mais filmes) | Membros de elenco recorrentes (4 ou mais filmes) | Membros de elenco recorrentes (4 ou mais filmes) | Membros de elenco recorrentes (4 ou mais filmes) | Membros de elenco recorrentes (4 ou mais filmes) | Membros de elenco recorrentes (4 ou mais filmes) | Membros de elenco recorrentes (4 ou mais filmes) | Membros de elenco recorrentes (4 ou mais filmes) | Membros de elenco recorrentes (4 ou mais filmes) | Membros de elenco recorrentes (4 ou mais filmes) | Membros de elenco recorrentes (4 ou mais filmes) | Membros de elenco recorrentes (4 ou mais filmes) | Membros de elenco recorrentes (4 ou mais filmes) | Membros de elenco recorrentes (4 ou mais filmes) | Membros de elenco recorrentes (4 ou mais filmes) | Membros de elenco recorrentes (4 ou mais filmes) | Membros de elenco recorrentes (4 ou mais filmes) | Membros de elenco recorrentes (4 ou mais filmes) | Membros de elenco recorrentes (4 ou mais filmes) | Membros de elenco recorrentes (4 ou mais filmes) | Membros de elenco recorrentes (4 ou mais filmes) |
| Intérprete                                       | A Meio Amor (1983)                               | Três Menos Eu (1988)                             | Filha da Mãe (1990)                              | Alentejo Sem Lei (1991)                          | Cluedo (1995)                                    | Sai da Minha Vida (1996)                         | Sapatos Pretos (1998)                            | Ganhar a Vida (2001)                             | Noite Escura (2004)                              | Mãe Há Só Uma (2006)                             | Mal Nascida (2007)                               | Trabalho de Actriz, Trabalho de Actor (2011)     | Sangue do Meu Sangue (2011)                      | Raul Brandão Era um Grande Escritor... (2012)    | Obrigação (2012)                                 | É o Amor (2013)                                  | O Dia do Meu Casamento (2016)                    | Fátima (2017)                                    | Mal Viver (2022)                                 | Total                                            |
| ------------------------------------------------ | ------------------------------------------------ | ------------------------------------------------ | ------------------------------------------------ | ------------------------------------------------ | ------------------------------------------------ | ------------------------------------------------ | ------------------------------------------------ | ------------------------------------------------ | ------------------------------------------------ | ------------------------------------------------ | ------------------------------------------------ | ------------------------------------------------ | ------------------------------------------------ | ------------------------------------------------ | ------------------------------------------------ | ------------------------------------------------ | ------------------------------------------------ | ------------------------------------------------ | ------------------------------------------------ | ------------------------------------------------ |
| Cleia Almeida                                    |                                                  |                                                  |                                                  |                                                  |                                                  |                                                  |                                                  |                                                  | Yes                                              |                                                  |                                                  | Yes                                              | Yes                                              |                                                  |                                                  |                                                  |                                                  | Yes                                              | Yes                                              | 5                                                |
| Vera Barreto                                     |                                                  |                                                  |                                                  |                                                  |                                                  |                                                  |                                                  |                                                  |                                                  | Yes                                              |                                                  | Yes                                              | Yes                                              |                                                  |                                                  |                                                  |                                                  | Yes                                              | Yes                                              | 5                                                |
| Beatriz Batarda                                  |                                                  |                                                  |                                                  |                                                  |                                                  |                                                  |                                                  |                                                  | Yes                                              |                                                  |                                                  | Yes                                              | Yes                                              |                                                  |                                                  |                                                  |                                                  |                                                  | Yes                                              | 4                                                |
| Rita Blanco                                      | Yes                                              | Yes                                              | Yes                                              | Yes                                              | Yes                                              | Yes                                              |                                                  | Yes                                              | Yes                                              | Yes                                              |                                                  | Yes                                              | Yes                                              |                                                  |                                                  |                                                  |                                                  | Yes                                              | Yes                                              | 13                                               |
| Márcia Breia                                     |                                                  |                                                  |                                                  | Yes                                              |                                                  |                                                  | Yes                                              |                                                  | Yes                                              |                                                  | Yes                                              |                                                  |                                                  |                                                  |                                                  |                                                  |                                                  | Yes                                              |                                                  | 4                                                |
| Nuno Lopes                                       |                                                  |                                                  |                                                  |                                                  |                                                  |                                                  |                                                  |                                                  |                                                  |                                                  |                                                  | Yes                                              | Yes                                              | Yes                                              |                                                  |                                                  |                                                  |                                                  | Yes                                              | 4                                                |
| Fernando Luís                                    |                                                  |                                                  |                                                  | Yes                                              | Yes                                              | Yes                                              | Yes                                              |                                                  | Yes                                              |                                                  | Yes                                              |                                                  | Yes                                              |                                                  |                                                  |                                                  |                                                  |                                                  |                                                  | 7                                                |
| Adriano Luz                                      |                                                  |                                                  | Yes                                              | Yes                                              |                                                  | Yes                                              | Yes                                              | Yes                                              |                                                  |                                                  |                                                  |                                                  |                                                  |                                                  |                                                  |                                                  |                                                  |                                                  |                                                  | 5                                                |
| Teresa Madruga                                   |                                                  |                                                  |                                                  |                                                  |                                                  |                                                  | Yes                                              | Yes                                              |                                                  |                                                  |                                                  | Yes                                              | Yes                                              |                                                  |                                                  |                                                  |                                                  | Yes                                              |                                                  | 5                                                |
| Anabela Moreira                                  |                                                  |                                                  |                                                  |                                                  |                                                  |                                                  |                                                  |                                                  | Yes                                              |                                                  | Yes                                              | Yes                                              | Yes                                              |                                                  | Yes                                              | Yes                                              | Yes                                              | Yes                                              | Yes                                              | 9                                                |
| Luís Pavão                                       |                                                  |                                                  |                                                  | Yes                                              | Yes                                              | Yes                                              |                                                  |                                                  | Yes                                              |                                                  |                                                  |                                                  |                                                  |                                                  |                                                  |                                                  |                                                  |                                                  |                                                  | 4                                                |

### Frequentes membros de equipa técnica
| João Braz (Edição)                        |     |     |     |     |     |     | Yes | Yes | Yes | Yes | Yes | Yes | Yes | Yes | Yes | Yes | Yes | Yes | Yes | Yes | Yes | Yes | 16 |
| Pedro Borges (Produção)                   |     |     |     |     |     |     |     |     |     |     |     | Yes | Yes | Yes | Yes | Yes | Yes | Yes | Yes | Yes |     | Yes | 10 |
| Maria José Branco (Direção de arte)       | Yes | Yes | Yes |     |     |     |     | Yes |     |     |     |     |     |     |     |     |     |     |     |     |     |     | 4  |
| Paulo Branco (Produção)                   | Yes | Yes |     |     |     | Yes | Yes | Yes |     | Yes |     |     |     |     |     |     |     |     |     |     |     |     | 6  |
| José Luís Carvalhosa (Cinematografia)     | Yes | Yes | Yes |     | Yes |     |     |     |     |     |     |     |     |     |     |     |     |     |     |     |     |     | 4  |
| Mário Castanheira (Cinematografia)        |     |     |     | Yes |     | Yes | Yes | Yes | Yes | Yes |     |     | Yes | Yes | Yes | Yes | Yes | Yes | Yes |     |     |     | 13 |
| Elsa Ferreira (Som)                       |     |     |     |     |     |     |     |     |     |     |     | Yes |     |     |     | Yes |     |     | Yes |     | Yes |     | 4  |
| Mayanna von Ledebur (Argumento)           |     |     |     |     |     |     | Yes | Yes |     | Yes |     | Yes |     |     |     |     |     |     |     |     |     |     | 4  |
| Patrick Mendes (Assistente de realização) |     |     |     |     |     |     |     |     |     | Yes |     | Yes | Yes |     |     |     |     |     | Yes |     |     |     | 4  |
| Anabela Moreira (Realização)              |     |     |     |     |     |     |     |     |     |     |     |     |     |     |     | Yes | Yes | Yes |     | Yes | Yes |     | 5  |
| Gérard Rousseau (Som)                     |     |     |     |     |     | Yes |     | Yes |     | Yes |     |     |     |     |     |     |     |     | Yes |     |     |     | 4  |
| Carlos Santos (Câmara)                    |     |     |     |     |     | Yes |     | Yes |     | Yes |     |     | Yes |     |     |     |     |     | Yes |     |     |     | 5  |